# Xyletobius megalops
Xyletobius megalops är en skalbaggsart som beskrevs av Perkins 1910. Xyletobius megalops ingår i släktet Xyletobius och familjen trägnagare. Inga underarter finns listade i Catalogue of Life.